# Municipalità regionale della contea di Abitibi-Ouest
La municipalità regionale di contea di Abitibi-Ouest è una municipalità regionale di contea del Canada, localizzata nella provincia del Québec, nella regione di Abitibi-Témiscamingue.
Il capoluogo è La Sarre.

## Città principali
- Duparquet
- La Sarre
- Macamic